# Autovía Extremeña
La autovía Extremeña o A-58 es la autovía que discurre entre las localidades de Trujillo y Cáceres paralela a la actual N-521, inicia su recorrido al norte de Trujillo, en la A-5 (km. 248), y finaliza a la entrada de Cáceres, con conexión con la Ronda Norte y la Ronda Sur-Este de esta ciudad. En su concepción original, esta autovía sirve para conectar la ciudad de Cáceres con la A-5 por Trujillo. No obstante, concluido la construcción del trazado inicialmente previsto, existían planes para darle continuidad hasta la frontera portuguesa cerca de Valencia de Alcántara y Marvão (Portugal), si bien, absorbe el proyecto de la EX-A4 para terminar, en un futuro, en Badajoz.

### Proyectos de la prolongación de la A-58
Queda pendiente el tramos de Variante Sur de Cáceres (conexión hasta la autovía A-66 (Ruta de la Plata).
El tramo Cáceres-Malpartida de Cáceres, que daría continuidad a la autovía hasta Valencia de Alcántara y Portugal está aún en estudio. 
Para el tramo de Malpartida de Cáceres a la frontera portuguesa el Ministerio de Transportes, Movilidad y Agenda Urbana no se planteaba (en el anterior recorrido Cáceres-Badajoz) la conversión en autovía por su baja densidad de tráfico. Además esta carretera sería paralela a la autovía autonómica EX-A1, de Navalmoral de la Mata a Portugal por Plasencia, actualmente en servicio entre Navalmoral de la Mata y Moraleja. El resto del tramo está paralizado su estudio hasta que se garantice la continuidad en el lado portugués, detenido por los efectos de la crisis económica de 2008.
Tras la aprobación de la Ley 37/2015, del 29 de septiembre de 2015 y por el Ministerio de Transportes, Movilidad y Agenda Urbana, se ha decidido no darle continuidad hasta la frontera con Portugal sino hasta la ciudad de Badajoz, siguiendo un trazado paralelo a la EX-100, por lo que se habría desechado la idea de realizar la autovía autonómica EX-A4.
El 14 de junio de 2019, firmó el cambio de la titularidad de la carretera autonómica extremeña, EX-100, por lo que recupera la antigua denominación de la carretera nacional N-523. Con la firma, el Ministerio de Transportes, Movilidad y Agenda Urbana se encarga el proyecto de la prolongación de la autovía Extremeña a Badajoz, desde Cáceres. Recuperando los proyectos redactados por la Junta de Extremadura para aprobar definitivamente la información pública y proceder la licitación y adjudicación de obras en cuando haya viable económicamente en los proyectos Presupuestos Generales del Estado, probablemente a partir del año 2020.
El 24 de junio de 2019, se publicó una nota de prensa del Ministerio de Fomento sobre el primer tramo de la autovía Extremeña, A-58, entre la A-66 y el Río Ayuela, con el objetivo de avanzar con los proyectos para que pueda tramitarse posteriormente la licitación y adjudicación de obras. Así se confirma que el tramo de Cáceres a Valencia de Alcántara queda descartado.
La autovía autonómica EX-A4 se ha descatalogado de las redes viarias autonómicas de la Junta de Extremadura.

## Tramos
| Denominación | Tramo                                                           | Kilómetros | Año de servicio / Estado (2025)                                                                        |
| ------------ | --------------------------------------------------------------- | ---------- | --- |
| A-58         | Variante de Trujillo Tramo: Trujillo Norte A-5 - Trujillo Oeste | 9,5        | 2007                                                                                                   |
| A-58         | Trujillo Oeste - Plasenzuela                                    | 12,5       | 2008                                                                                                   |
| A-58         | Plasenzuela - Santa Marta de Magasca                            | 14,1       | 2008                                                                                                   |
| A-58         | Santa Marta de Magasca - Cáceres Este                           | 11         | 2009                                                                                                   |
|              | Variante Sur de Cáceres Tramo: Cáceres Este - Cáceres Sur A-66  | 13,96      | Estudio informativo (sometida a información pública y DIA aprobada) (pendiente licitación de proyecto) |
|              | Cáceres Sur A-66 - Río Ayuela                                   | 13,5       | En obras (apertura prevista 2026 o 2027)                                                               |
|              | Río Ayuela - Bótoa                                              | 53,2       | Proyecto caducado (pendiente actualización nuevo proyecto)                                             |
|              | Bótoa - Badajoz Norte A-5                                       | 13,8       | Proyecto terminado (sometida a nueva información pública) (pendiente licitación de obras)              |

## Salidas
| Velocidad | Esquema | Número de salida | Descripción de salida | Enlaces                      |
| --------- | ------- | ---------------- | --- | ---------------------------- |
|           |         |                  | Madrid - Navalmoral de la Mata | E-90 A-5                     |
|           |         | 1                | Mérida Badajoz | E-90 A-5                     |
|           |         | 4                | Trujillo (norte) Huertas de Ánimas Plasencia Parque nacional de Monfragüe | EX-208                       |
|           |         | 9                | Trujillo | N-521                        |
|           |         | 15               | La Cumbre Santa Marta de Magasca | CC-57.2 CC-57.1              |
|           |         | 21               | Plasenzuela | CC-27.1                      |
|           |         | 35               | Santa Marta de Magasca | CC-99                        |
|           |         | 42               | Sierra de Fuentes | CC-26.1                      |
|           |         |                  | Vía de Servicio - Hospital Universitario de Cáceres - C. de Cirugía de Mínima Invasión - El Cuartillo - Complejo deportivo Cáceres - Avenida de la Universidad - A-66 Camino Agrícola - - Embalse de Guadiloba Badajoz - Mérida - Salamanca - Plasencia | N-521 N-630 E-803 A-66 N-523 |